# Сингулярная функция
Сингуля́рная фу́нкция — это непрерывная функция, производная которой равна нулю почти всюду.
Исторически первым примером сингулярной функции является Канторова лестница.
Существуют другие примеры сингулярных функций. Например, функция Салема и функция Минковского, множество точек роста которых заполняет полностью отрезок {\displaystyle [0;\,1]}.
Сингулярная функция встречается, к примеру, при изучении последовательности пространственно модифицированных фаз или структур в твёрдых телах и магнетиках, описываемых в модели Френкеля — Конторовой.